# Homero Grillo
Homero Grillo (Molles de Porrúa, Río Negro, Uruguay, 9 de marzo de 1906 - febrero de 1979) fue un educador rural uruguayo. 

## Biografía
Nace en un hogar de escasos recursos y desde adolescente debe trabajar en diversos oficios para ayudar a su familia. Cuando puede solventar sus estudios comienza a estudiar magisterio y elige el medio rural para realizar su práctica profesional en Polanco, Lavalleja.
En 1932, a los veintiséis años de edad, se recibe de maestro y elige su primera escuela en Bañado de Medina, Cerro Largo. Se traslada posteriormente a Paso de los Troncos, Florida y en 1942 llega a la Escuela N.º 16 de Villa del Rosario, Lavalleja.
Desde 1942 a 1957 trabaja en la Escuela N.º 16, con ciento cinco alumnos, consolidando diferentes proyectos. Transforma la escuela en una Escuela Productiva pasando a constituirse en Escuela Granja. Para ello solicita a las autoridades de Enseñanza Primaria la compra de diez hectáreas de un terreno lindero para instalar el apiario, cultivar viñas, formar un pequeño tambo con cuarenta vacas de ordeñe, cultivar flores, manzanos y naranjos. Junto con sus alumnos instaló un sistema de riego con un tanque australiano. Amplió el pozo de agua para que sirviera para el riego.
Dirigió la cría de conejos, cerdos y gallinas, mejorando cada año las razas para cría aumentando de este modo la productividad.
Cultivaron una huerta para el comedor escolar. Consiguió un equipo para analizar la tierra, de modo de mejorar el suelo de la escuela y el de sus vecinos.
Plantaban paja para escoba y sauces para obtener el mimbre con el que trabajaban los niños en la construcción de muebles.
Asimismo, enseñaba a sus alumnos conocimientos básicos de carpintería con herramientas que iba consiguiendo. Construyeron un carro para el traslado de los niños de condición muy modesta de otras localidades para que pudieran llegar a la escuela sin caminar durante horas.
Con diversos trámites ante autoridades y empresas privadas fue equipando la escuela con sembradora, tractor y otras herramientas.
Creó una comisión para conseguir becas para que los alumnos de escasos recursos pudieran seguir estudiando.
Homero Grillo fue parte de una generación de maestros rurales que , al mismo tiempo que realizaban la práctica de la escuela rural , reflexionaban y teorizaban en conjunto sobre la enseñanza rural, como los maestros Enrique Brayer Blanco, Miguel Soler, Julio Castro, Luis Gómez.
En 1961 junto a los maestros Nelly Couñago de Soler, Ana María Angione, Abner Prada, Miguel Soler y Weiler Moreno dan vida al Instituto Cooperativo de Educación Rural (ICER). Durante 14 años fue el coordinador del funcionamiento de este Instituto que se cierra debido a los múltiples allanamientos sufridos después del golpe de Estado de Juan María Bordaberry.
El 1º de noviembre de 2001 la Presidencia de la República Oriental del Uruguay, en acuerdo con el ministro de Educación y Cultura, envió un Proyecto de Ley para designar con el nombre de Homero Grillo, a la Escuela N.º 16 de Villa Rosario, del Departamento de Lavalleja, que fue aprobada por la Cámara de Representantes.